# Seznam dílů seriálu Batman
Toto je seznam dílů seriálu Batman. V letech 1966–1968 vzniklo ve třech řadách celkem 120 dílů seriálu Batman. V Česku vysílán nebyl.

## Přehled řad
| Řada | Díly | Premiéra v USA | Premiéra v USA  |
| Řada | Díly | První díl      | Poslední díl    |
| ---- | ---- | -------------- | --------------- |
| 1    | 34   | 12. ledna 1966 | 5. května 1966  |
| 2    | 60   | 7. září 1966   | 30. března 1967 |
| 3    | 26   | 14. září 1967  | 14. března 1968 |

## Díly

### První řada (1966)
| Č. v seriálu | Č. v řadě | Původní název                          | Režie | Scénář | Premiéra v USA  |
| ------------ | --------- | -------------------------------------- | ----- | ------ | --------------- |
| 1            | 1         | Hi Diddle Riddle                       |       |        | 12. ledna 1966  |
| 2            | 2         | Smack in the Middle                    |       |        | 13. ledna 1966  |
| 3            | 3         | Fine Feathered Finks                   |       |        | 19. ledna 1966  |
| 4            | 4         | The Penguin's a Jinx                   |       |        | 20. ledna 1966  |
| 5            | 5         | The Joker Is Wild                      |       |        | 26. ledna 1966  |
| 6            | 6         | Batman Is Riled                        |       |        | 27. ledna 1966  |
| 7            | 7         | Instant Freeze                         |       |        | 2. února 1966   |
| 8            | 8         | Rats Like Cheese                       |       |        | 3. února 1966   |
| 9            | 9         | Zelda The Great                        |       |        | 9. února 1966   |
| 10           | 10        | A Death Worse Than Fate                |       |        | 10. února 1966  |
| 11           | 11        | A Riddle a Day Keeps the Riddler Away  |       |        | 16. února 1966  |
| 12           | 12        | When the Rat's Away the Mice Will Play |       |        | 17. února 1966  |
| 13           | 13        | The Thirteenth Hat                     |       |        | 23. února 1966  |
| 14           | 14        | Batman Stands Pat                      |       |        | 24. února 1966  |
| 15           | 15        | The Joker Goes to School               |       |        | 2. března 1966  |
| 16           | 16        | He Meets His Match, The Grisly Ghoul   |       |        | 3. března 1966  |
| 17           | 17        | True or False-Face                     |       |        | 9. března 1966  |
| 18           | 18        | Holy Rat Race                          |       |        | 10. března 1966 |
| 19           | 19        | The Purr-fect Crime                    |       |        | 16. března 1966 |
| 20           | 20        | Better Luck Next Time                  |       |        | 17. března 1966 |
| 21           | 21        | The Penguin Goes Straight              |       |        | 23. března 1966 |
| 22           | 22        | Not Yet, He Ain't                      |       |        | 24. března 1966 |
| 23           | 23        | The Ring of Wax                        |       |        | 30. března 1966 |
| 24           | 24        | Give 'Em the Axe                       |       |        | 31. března 1966 |
| 25           | 25        | The Joker Trumps an Ace                |       |        | 6. dubna 1966   |
| 26           | 26        | Batman Sets the Pace                   |       |        | 7. dubna 1966   |
| 27           | 27        | The Curse of Tut                       |       |        | 13. dubna 1966  |
| 28           | 28        | The Pharaoh's in a Rut                 |       |        | 14. dubna 1966  |
| 29           | 29        | The Bookworm Turns                     |       |        | 20. dubna 1966  |
| 30           | 30        | While Gotham City Burns                |       |        | 21. dubna 1966  |
| 31           | 31        | Death in Slow Motion                   |       |        | 27. dubna 1966  |
| 32           | 32        | The Riddler's False Notion             |       |        | 28. dubna 1966  |
| 33           | 33        | Fine Finny Fiends                      |       |        | 4. května 1966  |
| 34           | 34        | Batman Makes the Scenes                |       |        | 5. května 1966  |

### Druhá řada (1966–1967)
| Č. v seriálu | Č. v řadě | Původní název                   | Režie | Scénář | Premiéra v USA     |
| ------------ | --------- | ------------------------------- | ----- | ------ | ------------------ |
| 35           | 1         | Shoot a Crooked Arrow           |       |        | 7. září 1966       |
| 36           | 2         | Walk the Straight and Narrow    |       |        | 8. září 1966       |
| 37           | 3         | Hot Off the Griddle             |       |        | 14. září 1966      |
| 38           | 4         | The Cat and the Fiddle          |       |        | 15. září 1966      |
| 39           | 5         | The Minstrel's Shakedown        |       |        | 21. září 1966      |
| 40           | 6         | Barbecued Batman?               |       |        | 22. září 1966      |
| 41           | 7         | The Spell of Tut                |       |        | 28. září 1966      |
| 42           | 8         | Tut's Case is Shut              |       |        | 29. září 1966      |
| 43           | 9         | The Greatest Mother of Them All |       |        | 5. října 1966      |
| 44           | 10        | Ma Parker                       |       |        | 6. října 1966      |
| 45           | 11        | The Clock King's Crazy Crimes   |       |        | 12. října 1966     |
| 46           | 12        | The Clock King Gets Crowned     |       |        | 13. října 1966     |
| 47           | 13        | An Egg Grows in Gotham          |       |        | 19. října 1966     |
| 48           | 14        | The Yegg Foes in Gotham         |       |        | 20. října 1966     |
| 49           | 15        | The Devil's Fingers             |       |        | 26. října 1966     |
| 50           | 16        | The Dead Ringers                |       |        | 27. října 1966     |
| 51           | 17        | Hizzonner the Penguin           |       |        | 2. listopadu 1966  |
| 52           | 18        | Dizzoner the Penguin            |       |        | 3. listopadu 1966  |
| 53           | 19        | Green Ice                       |       |        | 9. listopadu 1966  |
| 54           | 20        | Deep Freeze                     |       |        | 10. listopadu 1966 |
| 55           | 21        | (The Impractical Joker)         |       |        | 16. listopadu 1966 |
| 56           | 22        | (The Joker's Provokers)         |       |        | 17. listopadu 1966 |
| 57           | 23        | Marsha, Queen of Diamonds       |       |        | 23. listopadu 1966 |
| 58           | 24        | Marsha's Scheme of Diamonds     |       |        | 24. listopadu 1966 |
| 59           | 25        | Come Back, Shame                |       |        | 30. listopadu 1966 |
| 60           | 26        | It's How You Play the Game      |       |        | 1. prosince 1966   |
| 61           | 27        | The Penguin's Nest              |       |        | 7. prosince 1966   |
| 62           | 28        | The Bird's Last Jest            |       |        | 8. prosince 1966   |
| 63           | 29        | The Cat's Meow                  |       |        | 14. prosince 1966  |
| 64           | 30        | The Bat's Kow Tow               |       |        | 15. prosince 1966  |
| 65           | 31        | The Puzzles Are Coming          |       |        | 21. prosince 1966  |
| 66           | 32        | The Duo is Slumming             |       |        | 22. prosince 1966  |
| 67           | 33        | The Sandman Cometh              |       |        | 28. prosince 1966  |
| 68           | 34        | The Catwoman Goeth              |       |        | 29. prosince 1966  |
| 69           | 35        | The Contaminated Cowl           |       |        | 4. ledna 1967      |
| 70           | 36        | The Mad Hatter Runs Afoul       |       |        | 5. ledna 1967      |
| 71           | 37        | The Zodiac Crimes               |       |        | 11. ledna 1967     |
| 72           | 38        | The Joker's Hard Times          |       |        | 12. ledna 1967     |
| 73           | 39        | The Penguin Declines            |       |        | 18. ledna 1967     |
| 74           | 40        | That Darn Catwoman              |       |        | 19. ledna 1967     |
| 75           | 41        | Scat! Darn Catwoman             |       |        | 25. ledna 1967     |
| 76           | 42        | Penguin Is a Girl's Best Friend |       |        | 26. ledna 1967     |
| 77           | 43        | Penguin Sets a Trend            |       |        | 1. února 1967      |
| 78           | 44        | Penguin's Disastrous End        |       |        | 2. února 1967      |
| 79           | 45        | Batman's Anniversary            |       |        | 8. února 1967      |
| 80           | 46        | A Riddling Controversy          |       |        | 9. února 1967      |
| 81           | 47        | The Joker's Last Laugh          |       |        | 15. února 1967     |
| 82           | 48        | The Joker's Epitaph             |       |        | 16. února 1967     |
| 83           | 49        | Catwoman Goes to College        |       |        | 22. února 1967     |
| 84           | 50        | Batman Displays His Knowledge   |       |        | 23. února 1967     |
| 85           | 51        | A Piece of the Action           |       |        | 1. března 1967     |
| 86           | 52        | Batman's Satisfaction           |       |        | 2. března 1967     |
| 87           | 53        | King Tut's Coup                 |       |        | 8. března 1967     |
| 88           | 54        | Batman's Waterloo               |       |        | 9. března 1967     |
| 89           | 55        | Black Widow Strikes Again       |       |        | 15. března 1967    |
| 90           | 56        | Caught in the Spider's Den      |       |        | 16. března 1967    |
| 91           | 57        | Pop Goes the Joker              |       |        | 22. března 1967    |
| 92           | 58        | Flop Goes the Joker             |       |        | 23. března 1967    |
| 93           | 59        | Ice Spy                         |       |        | 29. března 1967    |
| 94           | 60        | The Duo Defy                    |       |        | 30. března 1967    |

### Třetí řada (1967–1968)
| Č. v seriálu | Č. v řadě | Původní název                            | Režie | Scénář | Premiéra v USA     |
| ------------ | --------- | ---------------------------------------- | ----- | ------ | ------------------ |
| 95           | 1         | Enter Batgirl, Exit Penguin              |       |        | 14. září 1967      |
| 96           | 2         | Ring Around the Riddler                  |       |        | 21. září 1967      |
| 97           | 3         | The Wail of the Siren                    |       |        | 28. září 1967      |
| 98           | 4         | The Sport of Penguins                    |       |        | 5. října 1967      |
| 99           | 5         | A Horse of Another Color                 |       |        | 12. října 1967     |
| 100          | 6         | The Unkindest Tut of All                 |       |        | 19. října 1967     |
| 101          | 7         | Louie, the Lilac                         |       |        | 26. října 1967     |
| 102          | 8         | The Ogg and I                            |       |        | 2. listopadu 1967  |
| 103          | 9         | How to Hatch a Dinosaur                  |       |        | 9. listopadu 1967  |
| 104          | 10        | Surf's Up! Joker's Under!                |       |        | 16. listopadu 1967 |
| 105          | 11        | The Londinium Larcenies                  |       |        | 23. listopadu 1967 |
| 106          | 12        | The Foggiest Notion                      |       |        | 30. listopadu 1967 |
| 107          | 13        | The Bloody Tower                         |       |        | 7. prosince 1967   |
| 108          | 14        | Catwoman's Dressed to Kill               |       |        | 14. prosince 1967  |
| 109          | 15        | The Ogg Couple                           |       |        | 21. prosince 1967  |
| 110          | 16        | The Funny Feline Felonies                |       |        | 28. prosince 1967  |
| 111          | 17        | The Joke's on Catwoman                   |       |        | 4. ledna 1968      |
| 112          | 18        | Louie's Lethal Lilac Time                |       |        | 11. ledna 1968     |
| 113          | 19        | Nora Clavicle and the Ladies' Crime Club |       |        | 18. ledna 1968     |
| 114          | 20        | Penguin's Clean Sweep                    |       |        | 25. ledna 1968     |
| 115          | 21        | The Great Escape                         |       |        | 1. února 1968      |
| 116          | 22        | The Great Train Robbery                  |       |        | 8. února 1968      |
| 117          | 23        | I'll Be a Mummy's Uncle                  |       |        | 22. února 1968     |
| 118          | 24        | The Joker's Flying Saucer                |       |        | 29. února 1968     |
| 119          | 25        | The Entrancing Dr. Cassandra             |       |        | 7. března 1968     |
| 120          | 26        | Minerva, Mayhem and Millionaires         |       |        | 14. března 1968    |